# 21 Paraíso
21 Paraíso (internationaler englischsprachiger Titel 21 Paradise) ist ein Film von Néstor Ruiz Medina, der Anfang November 2022 beim Festival de Cine Europeo de Sevilla seine Premiere feierte.

## Handlung

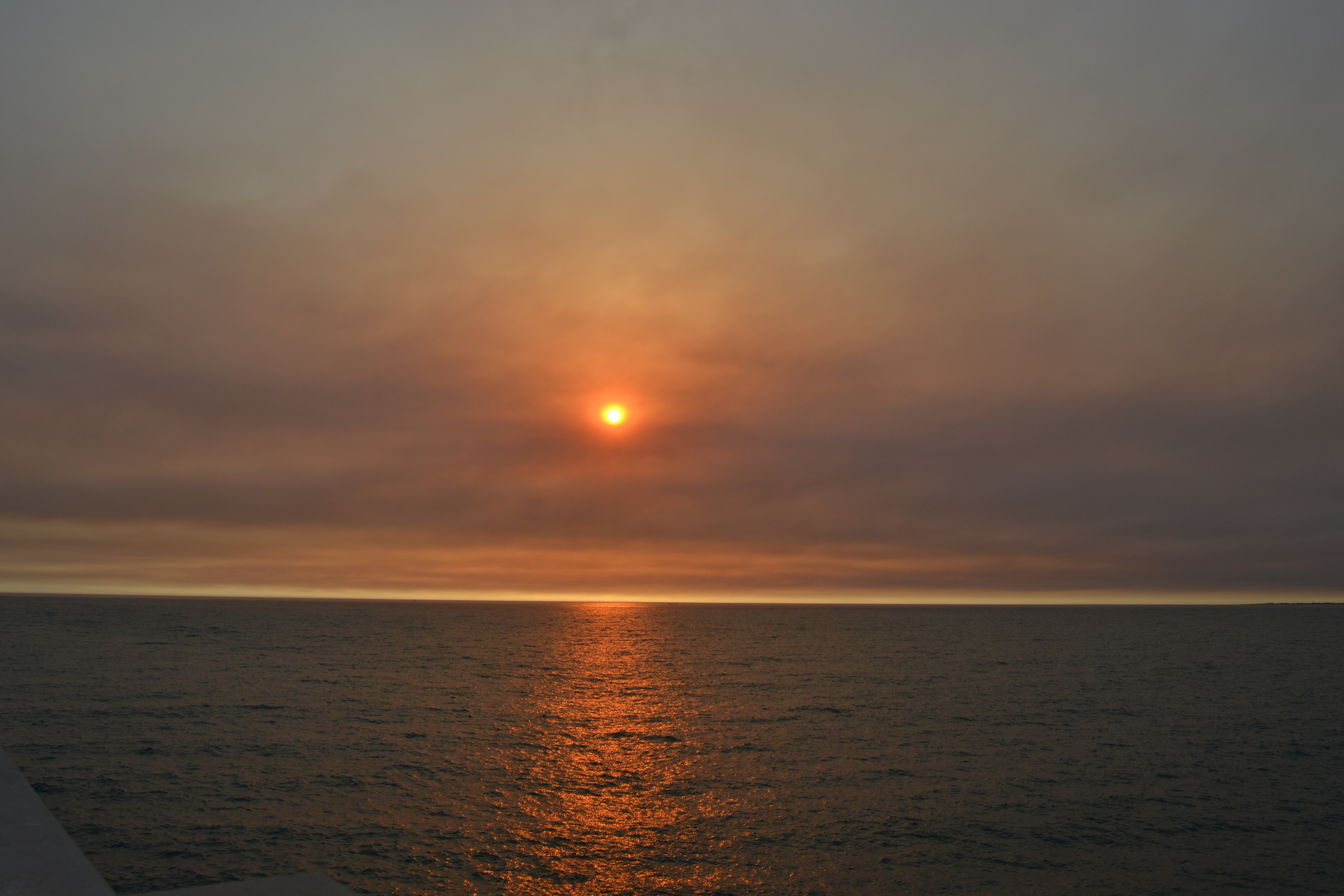
María und Mateo leben an der Küste von Cádiz

María und Mateo führen eine intensive und leidenschaftliche Beziehung und leben in einem idyllisch an der Küste von Cádiz gelegenen Haus. Sie haben einen Gemüsegarten und züchten Hühner und viel Zeit, die sie miteinander verbringen können. Ihren Lebensunterhalt bestreitet das Paar dadurch, dass sie ihr Liebesleben im sozialen Netzwerk Onlyfans teilen, was ihnen jedoch nicht schwerfällt.

## Produktion

### Regie und Drehbuch
Regie führte Néstor Ruiz Medina, der gemeinsam mit María Lazaro und Fernando Barona auch das Drehbuch schrieb. Es handelt sich bei 21 Paraíso nach einer Reihe von Kurzfilmen, darunter Baraka, der für einen Goya nominiert wurde, um das Regiedebüt von Ruíz Medina.

### Filmtitel und Themen
Die Zahl im Titel des Films bezieht sich auf die 21 Schlüsselmomente im Leben des Paares, die in 21 Sequenzen gezeigt werden. Der Film zeigt hierbei nicht nur die Dekonstruktion der Liebe von María und Mateo, sondern auch die Kehrseite von Onlyfans, ein Webdienst zur kostenpflichtigen Bereitstellung von Webinhalten wie Fotos und Videos, vorwiegend erotischen beziehungsweise pornografischen Inhalts, aber auch Live-Streamings Prominenter jenseits dieser Sparte. Über Onlyfans, mit dem seine Protagonisten ihr Geld verdienen, sagte der Regisseur: „Ich fand es sehr interessant, wie man sich in sozialen Netzwerken exponieren kann und wie sich das auf die psychische Gesundheit auswirkt.“ Ihn habe interessiert, wie sich diese Kapitalisierung von Intimität auf ein Paar auswirkt.

### Besetzung und Dreharbeiten
Fernando Barona und María Lázaro, die gemeinsam mit Medina das Drehbuch schrieben, spielen in den Hauptrollen Mateo und Júlia. Barona war zuletzt in den Fernsehserien Caronte und Die Schergen des Midas zu sehen. Lázaro gibt in 21 Paraíso ihr Schauspieldebüt. Große Teile im Film zeigen sich Barona und Lázaro nackt. „Ich denke, es ist wichtig, Sex und nackte Körper in den Filmen in gewisser Weise zu normalisieren. Als Zuschauer sind wir eher daran gewöhnt, einen Mord als Selbstbefriedigung auf der Leinwand zu sehen“, so der Regisseur. Für ihn sei es wichtig gewesen, zu versuchen, dies beim Publikum zu ändern.
Die Dreharbeiten fanden in Cádiz, der Hauptstadt der gleichnamigen Provinz im spanischen Andalusien statt und damit dem Handlungsort des Films. Ebenfalls drehte man um die in der Nähe gelegenen Städte Chipiona und Sanlúcar de Barrameda herum. Als Kameramann fungierte Marino Pardo. Ruiz Medina und Pardo entschlossen sich, den Film im 4:3-Format und auf Zelluloid zu drehen.

### Veröffentlichung
Die Premiere des Films erfolgte am 6. November 2022 beim Festival de Cine Europeo de Sevilla 2022. Ende November 2022 wurde der Film beim Tallinn Black Nights Film Festival gezeigt. Ab Ende Juli 2023 wird er beim Brussels International Film Festival vorgestellt.

## Auszeichnungen
Brussels International Film Festival 2023
- Nominierung in der Critic’s Week[8]

Festival de Cine Europeo de Sevilla 2022
- Nominierung in der Sektion „The New Waves“[9]

Tallinn Black Nights Film Festival 2022
- Nominierung im Wettbewerb „Rebels with a Cause“[10]